# Зольквиц
Зольквиц (нем. Solkwitz) — община в Германии, в земле Тюрингия. 
Входит в состав района Заале-Орла. Подчиняется управлению Оппург.  Население составляет 66 человек (на 31 декабря 2010 года). Занимает площадь 2,18 км².